# Џеки Браун
Џеки Браун (енгл. Jackie Brown) амерички је криминалистички трилер филм из 1997. године, редитеља и сценаристе Квентин Тарантина. Продуцент филма је Лоренс Бендер. Глумачку екипу чине Пем Грир, Самјуел Л. Џексон, Роберт Форстер, Бриџет Фонда, Мајкл Китон и Роберт де Ниро. Ово је Тарантинов трећи филм, снимљен након филмова Улични пси (1992) и Петпарачке приче (1994).
Светска премијера филма је одржана 8. децембра 1997. у Њујорку, док је у америчким биоскопима почео да се приказује од 25. децембра исте године. Буџет филма је износио 12 милиона долара, а зарада 74,7 милиона долара. Грирова и Форстер су обоје били глумци ветерани који нису тумачили главне улоге током много година; овај филм им је оживео каријере. Форстер је за своју улогу био номинован за награду Оскар у категорији најбољи споредни глумац, док су и он и Грирова били номиновани за награду Златни глобус.

## Радња
Године 1995. Џеки Браун, стјуардеса мексичке авио-компаније Кабо Ер, саставља крај са крајем кријумчарећи новац из Мексика у Сједињене Државе за Ордела Робија, трговца оружјем који живи у Лос Анђелесу. Ордел је под надзором Бироа за алкохол, дуван, ватрено оружје и експлозиве (АТФ), што захтева од њега да користи курире. Када други курир, Бомон Ливингстон, бива ухапшен, Ордел претпоставља да ће Бомон постати доушник како би избегао затвор. Ордел договара јемство од 10.000 долара, са јемцем Максом Черијем, а затим наговара Бомона да уђе у гепек његовог аутомобила, где га убија.
Поступајући по информацијама које је Бомон већ поделио, агент АТФ-а, Реј Николет, са детективом полиције Лос Анђелеса, Марком Даргасом, пресреће Џеки која се вратила у Сједињене Државе са Орделовим новцем и врећицом кокаина (иако Џеки није знала да је кокаин сакривен у њеном пртљагу). Она је послата у окружни затвор, упозоравајући Ордела да би могла да постане доушник. Након што је примио уплату од Ордела, Макс вади Џеки из затвора и заљубљује се у њу. Ордел стиже у Џекину кућу како би је убио, али она извлачи пиштољ који је узела из Максовог аутомобила. Она се договара са Орделом како ће се претварати да помаже властима, док ће прокријумчарити 550.000 долара, довољно за њега да се повуче. 
За овај план, Ордел се ослања на Мелани Ролстон, девојку са којом живи и Луиса Гару, бившег затворског цимера. Несвесни Џекиног и Орделовог плана за кријумчарење 550.000 долара, Реј и Даргас смишљају мамац како би ухватили Ордела током трансфера 50.000 долара. Без ичијег знања, Џеки планира да превари обе стране и задржи 500.000 долара за себе. Она ангажује Макса и нуди му део новца.
На дан пребацивања, Џеки улази у кабину за пресвлачење у робној кући, како би испробала одело. Рекла је Орделу да ће тамо заменити торбе са Мелани, наводно јој пребацујући 550.000 долара испред Рејовог носа, коме је речено да ће се размена одиграти у ресторану. Уместо тога, торба коју је дала Мелани садржи само 50.000 долара, а остатак новца је оставила у кабини за пресвлачење како би га Макс покупио. Џеки се претвара да је очајна и говори Реју и Даргасу да је Мелани узела сав новац и побегла.
На паркиралишту, Мелани исмејава Луиса, који губи живце, пуца у њу и убија је. Луис то признаје Орделу, који постаје бесан када открије да већина новца недостаје и да је Џеки одговорна за то. Луис и Ордел почињу да се свађају пошто је Луис видео Макса у продавници, али није обраћао пажњу на њега, а Ордел онда убија Луиса и оставља га са торбом. Ордел окреће свој гнев према Максу, који га информише да се Џеки плаши за свој живот и чека га у Максовој канцеларију како би му предала новац. Ордел држи Макса на нишану, док њих двојица улазе у замрачену канцеларију. Реј искаче из места на ком се скривао и убија Ордела.
АТФ одустаје од кривичне пријаве против Џеки због њене сарадње. Сада поседујући Орделов преостали новац и његов аутомобил, Џеки планира да оде у Мадрид. Позива и Макса да јој се придружи, али он одбија. Они се љубе, након чега она одлази, а он прима телефонски позив. Макс прекида позив, док Џеки одлази аутомобилом одатле.

## Улоге
| Глумац            | Улога                |
| ----------------- | -------------------- |
| Пем Грир          | Џеки Браун           |
| Самјуел Л. Џексон | Ордел Роби           |
| Роберт Форстер    | Макс Чери            |
| Бриџет Фонда      | Мелани Ролстон       |
| Мајкл Китон       | Реј Николет          |
| Роберт де Ниро    | Луис Гара            |
| Мајкл Бауен       | детектив Марк Даргас |
| Крис Такер        | Бомон Ливингстон     |